# Esferodinamia
La esferodinamia es una técnica de trabajo corporal que emplea esferas de distintos tamaños teniendo como objetivo la reorganización de la postura. Surgida en Argentina en la década de los 80, su creadora fue la profesora y bailarina Alma Falkenberg, quien reside actualmente en Italia.

## Historia
El uso de las pelotas como método de trabajo corporal se remonta a principios de siglo. Fueron utilizadas en Suiza, en círculos terapéuticos para el tratamiento de trastornos neurológicos. Posteriormente, fueron empleadas en Estados Unidos para el estudio de los patrones de movimiento, y en el desarrollo de rutinas integrales de fitness. Sin embargo, no fue hasta la década de los 80 cuando comenzó a desarrollarse una metodología de la enseñanza basada en el registro propioceptivo (registro de la organización interna del cuerpo) y en la intención de modificar hábitos posturales poco saludables. Es allí cuando se sistematizó, transformándose en la disciplina que hoy conocemos como «esferodinamia», para convertirse en una técnica corporal por derecho propio.

## Desarrollo
Entre quienes contribuyeron a la sistematización y crecimiento de la técnica, se encuentra la profesora Anabella Lozano, discípula de Falkenberg y una de las precursoras de la disciplina. Ella, se ha dedicado a la investigación, desarrollando un sistema de ejercicios dedicados a abordar los problemas que aparecen con más frecuencia en el ámbito de la postura empleando balones de diversas dimensiones. A fines de 2012 la profesora Anabella Lozano creó además la primera Escuela de Esferodinamia con centros en Buenos Aires, Cipolletti, Rosario y San Salvador de Jujuy dedicada a la formación de instructores y a la difusión e investigación permanente de la técnica.

## Ventajas
La posibilidad que dan las esferas de gran tamaño de cambiar la relación con la fuerza de gravedad es lo que permite modificar el tono muscular (el grado de contracción de los músculos cuando están en reposo), la relación con el peso y los niveles de tensión. Los principios de la técnica permiten superar progresivamente los acortamientos musculares más frecuentes, reforzar el trabajo de la musculatura abdominal y aumentar las posibilidades de sostén del cuerpo en el espacio y el rango de movimiento.